# Corita Kent
Syster Mary Corita Kent (född Frances Elizabeth Kent), 20 november 1918, död 8 september 1986, var en amerikansk konstnär, lärare, filosof, politisk aktivist och kanske en av de mest innovativa och osedvanliga popkonstnärerna under 1960-talet. Hon levde som nunna i den katolska kyrkan fram till 1968 då hon sökte dispens från sina kyrkliga löften. I över 30 år hade hon från sitt kristna samfund i Los Angeles producerat mängder av serigrafier och screen-tryck vilket bland annat hjälpt till att etablera mediet som en erkänd konstform. 
Som popkonstnär var Corita främst inriktad på text och starka, levande färger. Många av hennes tryck innehöll förvrängda typsnitt och manipulerade reklambilder ifrån den kommersialism som började spira under 60-talet. Efter att ha lämnat kyrkan i slutet av 60-talet flyttade Corita till Boston och tog en stor stilistisk vändning. Hon övergav då all neonindränkt psykedelika som varit typisk för hennes tidigare verk och valde istället ett mer subtilt och nyanserat förhållningssätt till sin konst. 
Corita arbetade som lärare och ordförande för konstdepartementet på Los Angeles Immaculate Heart College. Där blev hon känd för sina nya pedagogiska metoder; hennes elever hjälpte till att producera hennes silkscreentryck och hon uppmuntrade dem att både studera och arbeta hårt vilket hon trodde skulle ge en bestående inverkan på hur de mötte världen. Med berömmelsen kom också möjligheten att bjuda in och föra samtal med samtida konstnärer och designers, några av skolans föreläsare kom att bli designerna Charles och Ray Eames, kompositören John Cage, den grafiske formgivaren Saul Bass och filmregissören Alfred Hitchcock. 
Corita Kent dog 1986 av cancer. 

## Publikationer
- 1967 Footnotes and Headlines: A Play-Pray Book
- 1968 To Believe in God
- 1969 City, uncity
- 1970 Damn Everything but the Circus
- 1992 Learning By Heart: Teachings to Free the Creative Spirit
- 2000 "Life Stories of Artist Corita Kent (1918–1986): Her Spirit, Her Art, the Woman Within"
- Eye, No. 35, Vol. 9, edited by John L. Walters, Quantum Publishing, 2000.
- 2006 Come Alive! The Spirited Art of Sister Corita, Julie Ault